# سزار گومز
سزار گومز (انگلیسی: César Gómez؛ زادهٔ ۲۳ اکتبر ۱۹۶۷) بازیکن فوتبال اهل اسپانیا است.
از باشگاه‌هایی که در آن بازی کرده‌است می‌توان به باشگاه فوتبال رئال مادرید، باشگاه فوتبال رئال وایادولید، باشگاه فوتبال آ.اس. رم، باشگاه فوتبال رئال مادرید کاستیا، و باشگاه ورزشی تنریف اشاره کرد.